# Hilderik
Hilderik je bil predzadnji kralj afriškega Vandalskega kraljestva, * 460. leta, † 533. 
Vladal je od leta 523 do 530 in čeprav je bil ob razpadu Vandalskega kraljestva leta 534 že mrtev, je kljub temu igral ključno vlogo v tem dogodku. 

## Življenje
Hilderik je bil vnuk kralja Gajserika, ustanovitelja Vandalskega kraljestva, in sin kraja Hunerika in Evdokije, hčerke  rimskega cesarja Valentinijana III. in Licinije Evdoksije. Večina Vandalov je bilo arijancev in so preganjali kalcedonske kristjane, Hilderik pa je dajal prednost kalcedonstvu kot veri svoje matere. Ravno zato je bil njegov  pristop na prestol sporen. Kmalu potem, ko je postal kralj, je dal zapreti Amalafrido, vdovo svojega predhodnika Trasamunda. Vojni z njenim bratom, gotskim kraljem Teoderikom Velikim, se je izognil zaradi Teodorikeve smrti leta 526.
Hilderikova vladavina je bila omembe vredna zaradi odličnih odnosov Vandalskega kraljestva z Bizantinskim  cesarstvom. Prokopij piše, da je bil "zelo poseben prijatelj in gost Justinijana, ki takrat še ni prišel na prestol". Prokopij ob tem ugotavlja, da sta si Hilderik in Justinijan izmenjala velika denarna darila. Hilderik je novemu kalcedonskemu škofu dovolil, da prevzame službo v vandalski prestolnici Kartagini, in številni vandali so se začeli spreobračati v kalcedonstvo, kar je sprožilo preplah med vandalskim plemstvom.
Ob prevzemu oblasti je bil vsaj v petdesetih letih, verjetno pa jih je imel že več kot šestdeset. Zato ga po Prokopiju vojaške operacije Vandalov niso zanimale. Prepustil jih je svojin družinskim članom, predvsem nečaku Hoamerju.
V sedmem letu vladanja je postal žrtev upora, ki ga je vodil njegov bratranec Gelimer.  Gelimer je nato postal kralj Vandalov in Alanov ter obnovil arijanstvo kot uradno vero kraljestva. Hilderika, Hoamerja in njegovega brata Evageja je zaprl, vendar jih ni ubil. Justinijan je protestiral zaradi Gelimerjevih dejanj in zahteval, da kraljestvo vrne Hilderiku. Gelimer je odposlance, ki so mu prinesli cesarjev protest, odslovil, Hoamerja oslepil, Hilderika in Evageja pa strpal v temno ječo, češ da sta načrtovala državni udar. Druga Justinijanova delegacija, ki je prišla protestirat proti temu razvoju dogodkov, je dobila odgovor, da Justinijan nima pooblastil za vmešavanje v vandalske notranje zadeve. Jezni Justinijan je na hitro zaključil svojo vojno s Sasanidskim cesarstvom in leta 533 pripravil pohod proti Vandalom. Ko je Gelimer izvedel za prihod rimske vojske, je ukazal umoriti Hilderika, Evageja in druge zaprte Hilderikove podpornike.
Hilderik je prek svoje legendarne hčerke Hildis in njenega sina Halfdana Starega prednik Ragnarja Lodbroka, vikinškega junaka in švedskega in danskega kralja.